# Kardamom (koření)

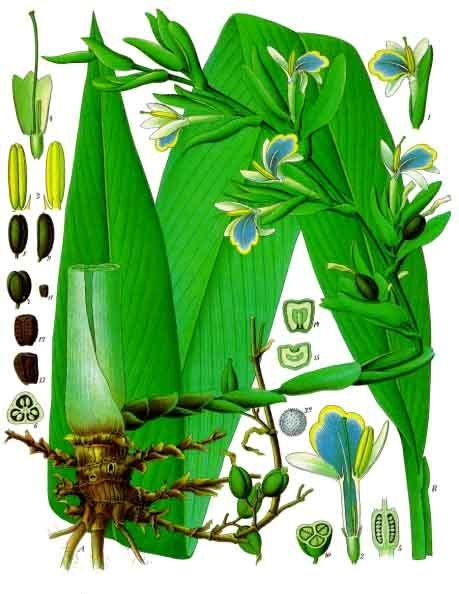
Kardamovník obecný

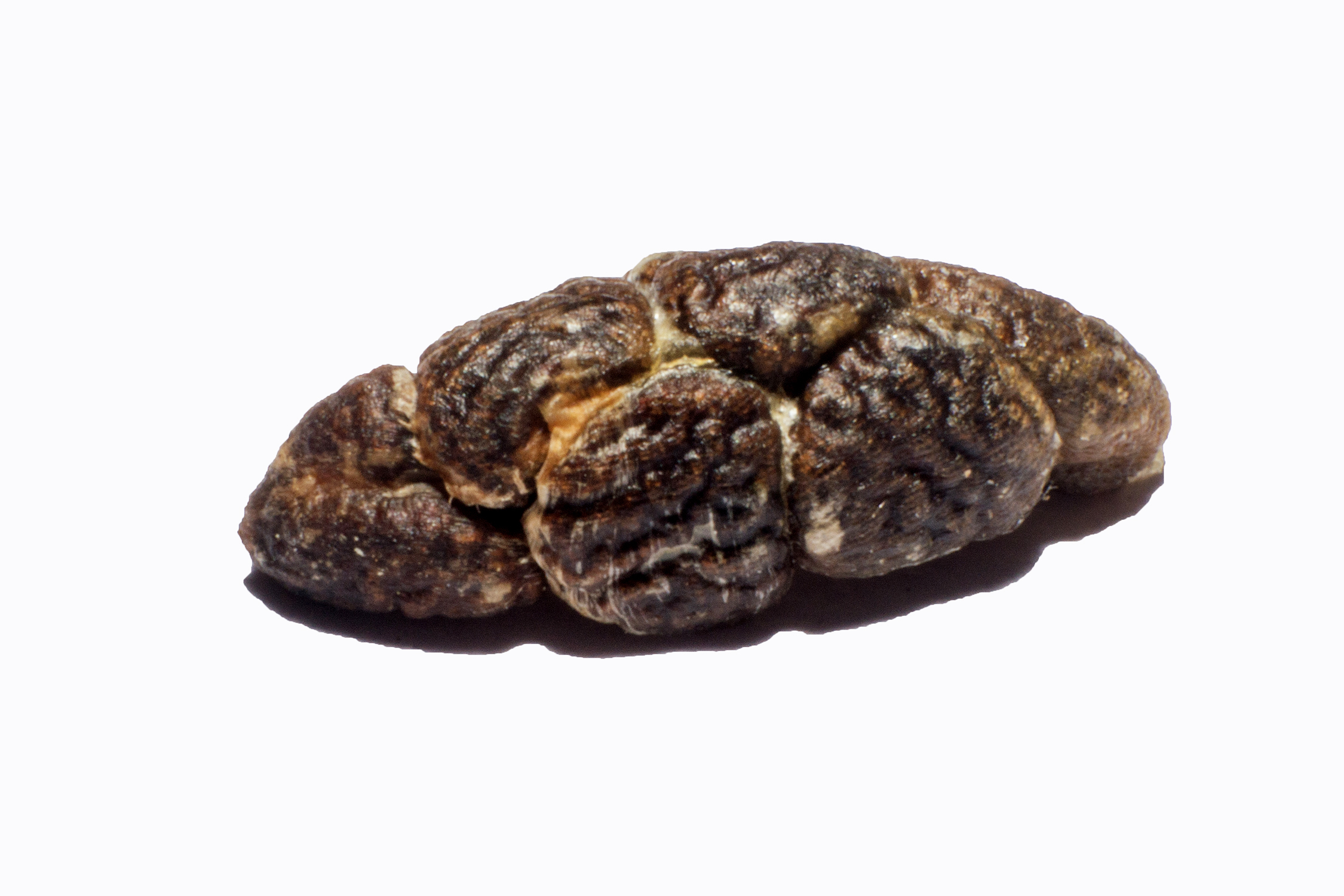
Semena kardamomu

Kardamom je koření získávané ze semen několika druhů rostlin z rodů Elettaria a Amomum z čeledi zázvorníkovitých. Oba rody jsou původem z Indie (největší producent až do konce 20. století), Pákistánu, Bangladéše, Bhútánu, Indonésie a Nepálu. Jsou rozeznatelné podle svých malých semenných lusků, trojúhelníkových v řezu a vřetenovitou, tenkou, papírovitou schránkou a malých černých semen.
Německý pěstitel kávy Oscar Majus Kloeffer začal kultivovat indický kardamom v Guatemale před první světovou válkou; do roku 2000 se tato země stala největším producentem a vývozcem kardamomu na světě, následována Indií. Některé další země, jako například Srí Lanka, začaly kardamom také kultivovat.
Lusky Elettaria jsou světle zelené, zatímco Amomum má lusky větší a tmavě hnědé.
Jedná se o třetí nejdražší koření na světě, předchází ho (v ceně na váhu) jen vanilka a šafrán.

## Etymologie
Slovo „kardamom“ pochází z latinského cardamomum, což je latinská varianta řeckého καρδάμωμον (kardamomon),, složenina κάρδαμον (kardamon), „řeřicha“ + ἄμωμον (amomon), což je pravděpodobně název typu indické rostliny (koření). Nejstarší ověřená forma slova κάρδαμον vyjadřující řeřichu je z mykénské řečtiny ka-da-mi-ja v seznamu ochucovadel na tabulkách „Koření“ nalezených uvnitř pálácových archivů v Domě sfing v Mykénách.
Moderní rodové jméno Elettaria je derivací lokálního názvu pro zelený kardamom. Kořen ēlam se nachází ve všech drávidských jazycích - kannadsky elakki (ಏಲಕ್ಕಿ), telugsky elakulu (యేలకులు), tamilsky elakkáj (ஏலக்காய்) a malajálamsky elakkáj (ഏലക്കായ്). Druhá část káj znamená „semeno“ nebo „ovoce“. Region Málábár měl historicky obchodní vazby a byl prominentní oblastí pěstování kardamomu. Příbuzný kořen je také přítomný v hindském ilájčí (इलायची), bengálském ælači (এলাচি) a pandžábském ilaič (ਇਲੈਚ) „zelený kardamom“. V sindhštině se nazývá (ڦوٽا). V sanskrtu je znám jako ela (एला) nebo ellka (एल्ल्का). V marathi se obvykle používá vélčí (वेलची) nebo véldóda (वेलदोडा). Na Srí Lance je rostlina známá jako Enasal v sinhálštině.

## Typy a dostupnost
Existují dva hlavní typy kardamomu:
- pravý či zelený kardamom (nebo bělený bílý kardamom[10]) pochází z druhu kardamovník obecný (Elettaria cardamomum) a dováží se z oblastí od Indie až po Malajsii.
- černý kardamom, také známý jako hnědý, větší, dlouhý nebo nepálský kardamom, z druhu Amomum subulatum, pochází z východního Himálaje a obvykle se pěstuje ve východním Nepálu, Sikkimu a částech oblasti Darjeeling v Západním Bengálsku (Indie) a jižním Bhútánu.

Tyto dva typy kardamomu, κάρδαμομον and ἄμωμον, byly rozlišeny již ve 4. stol. př. n. l. řeckým otcem botaniky Theofrastem. On a jeho zdroje věděli, že obě variety jsou původem výhradně z Indie.

## Použití

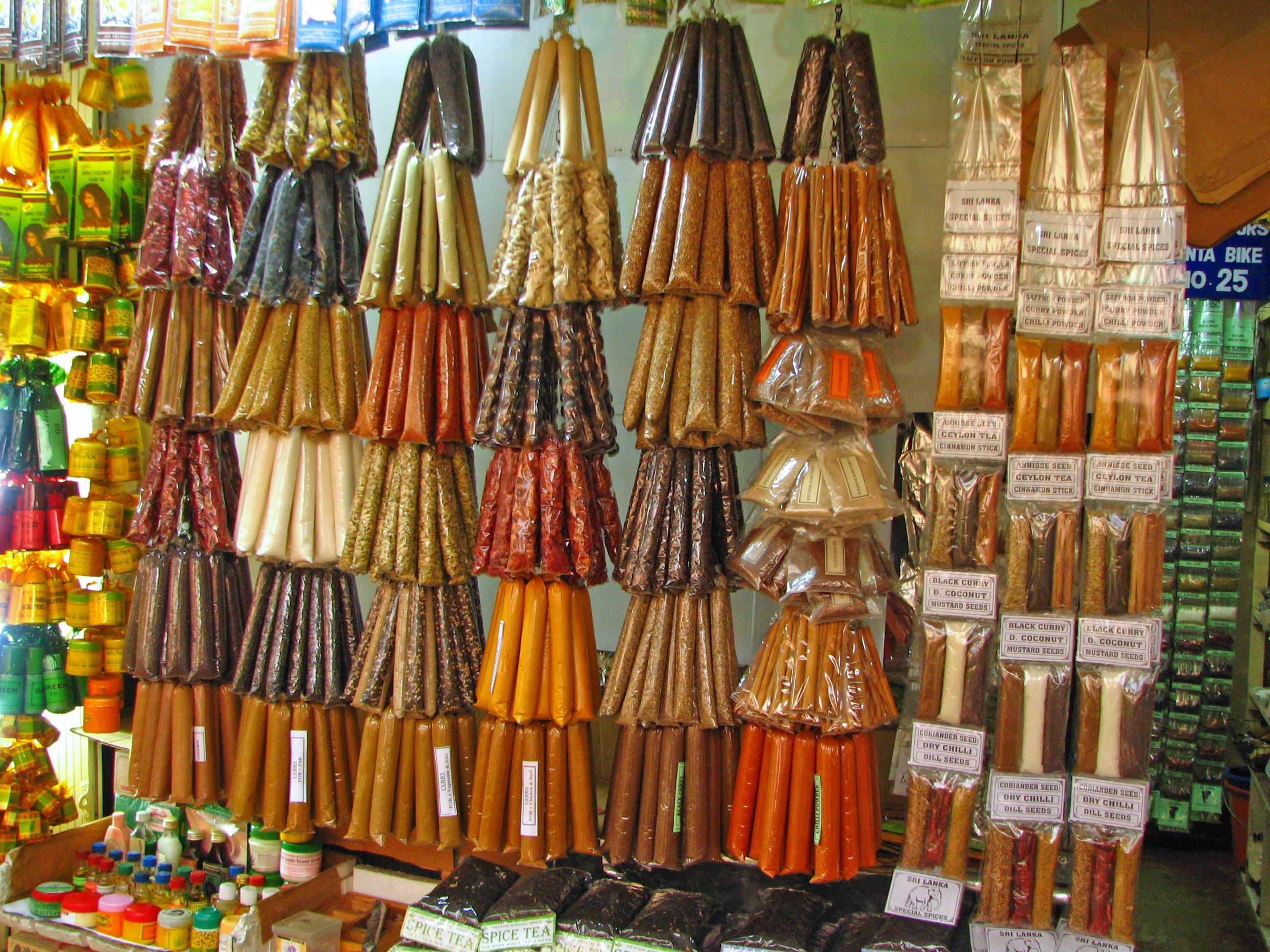
Obchod s kořením na Srí Lance

Obě formy kardamomu se používají jako dochucovadla a kuchyňské koření jak do jídel, tak do nápojů, a jako léčivo. Zelený kardamom (Elettaria cardamomum) se používá jako koření, žvýkací koření a k léčení; může se také kouřit.

### Jídla a nápoje

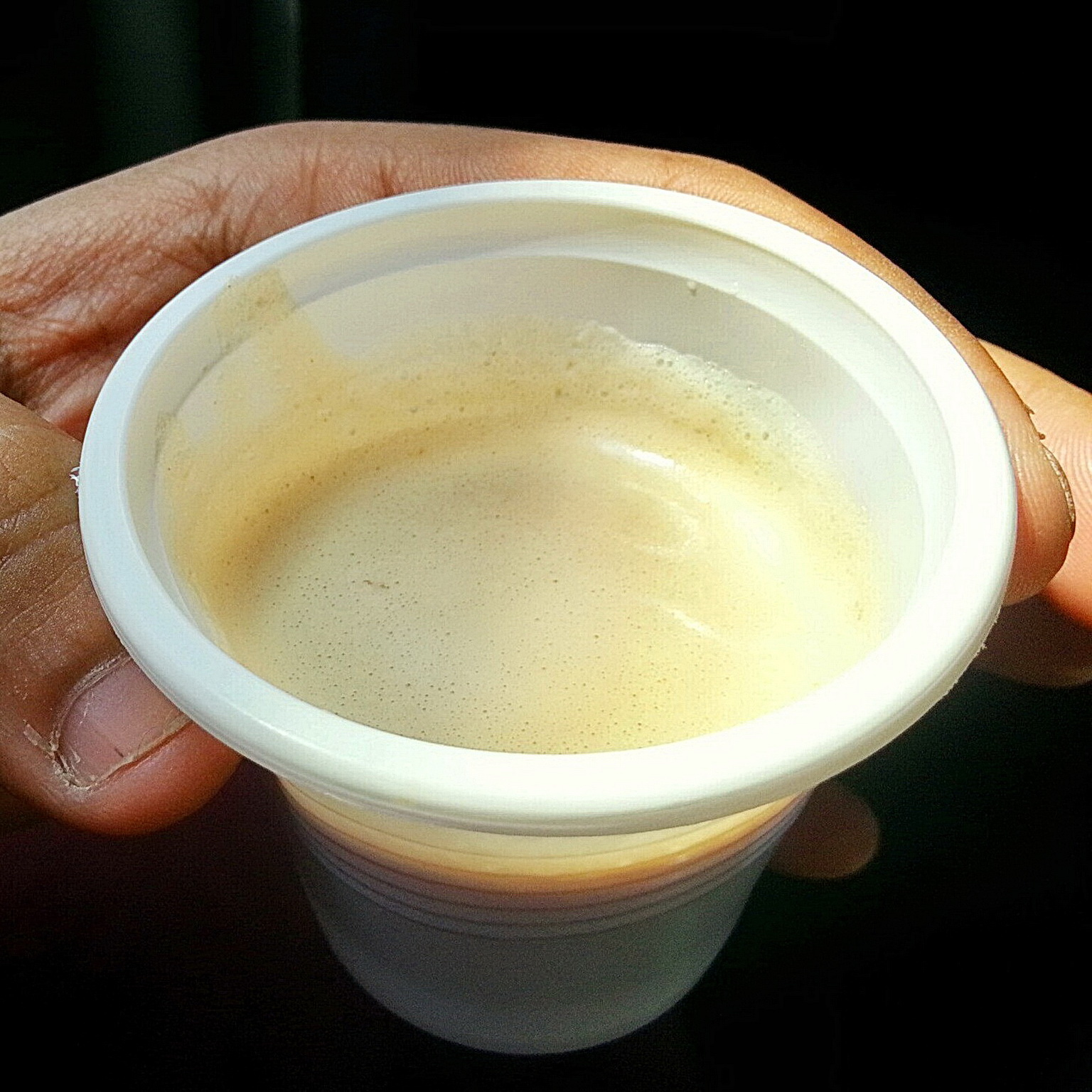
Vedle použití jako koření v jídlech, čaj s příchutí kardamomu, také ochucen skořicí, je podáván jako horký nápoj v Bangladéši, v Indii a Pákistánu. Černý kardamom má znatelně uzenější, ač ne hořké, aroma, s chladivostí, kterou někteří přirovnávají k mátové.

Zelený kardamom je jedno z nejdražších koření na světě (v přepočtu na váhu), ale stačí ho jen malé množství k vytvoření chutě. Nejlépe se skladuje uvnitř lusku, protože jakmile jsou semínka obnažena nebo namleta, rychle ztrácí svou chuť. Mletí lusků a semen dohromady snižuje jak kvalitu, tak cenu. Pro recepty, které vyžadují celé kardamomové lusky, se obvykle používá množství 10 semínek, což odpovídá 1½ čajové lžičky mletého kardamomu.
Jedná se také o obvyklou ingredienci v indickém vaření. Často se také používá při pečení v severských zemích, zejména ve Švédsku a Finsku, kde se používá v tradičních sladkých pokrmech, jako je Julský chléb Julekake, švédský kardemummabullar bochánek a finský sladký chléb pulla. Na středním východě se používá prášek ze zeleného kardamomu jako koření pro sladká jídla, stejně jako tradiční ochucovadlo kávy a čaje. Kardamom je používán pro širokou škálu pikantních jídel. V některých zemích středního východu se někdy mele káva a kardamom v dřevěném moždíři nazývaném mihbaj, a vaří se společně na pánvi, 'mehmas' nad dřevem či plynem, a taková směs obsahuje až 40 % kardamomu.
V Asii jsou oba druhy kardamomu široce používané jak ve sladkých, tak pikantních jídlech, zejména na jihu. Oba jsou častými součástmi kořenicích směsí, jako je indická či nepálská masala či thajské kari. Zelený kardamom je často používán v tradičních indických sladkostech a v masala chai (kořeněný čaj). Oba jsou také často používány jako příloha v rýži basmati a jiných jídlech. Samostatná semínka se občas žvýkají a jsou používána v podstatě stejným způsobem jako žvýkačka. To používá cukrovinkový obr Wrigley; jeho balení žvýkačky Eclipse Breeze Exotic Mint říká, že produkt obsahuje „kardamom k neutralizaci nejvytrvalejšího odéru dechu“. Také je obsažen v džinu a bylinných čajích.

### Složení

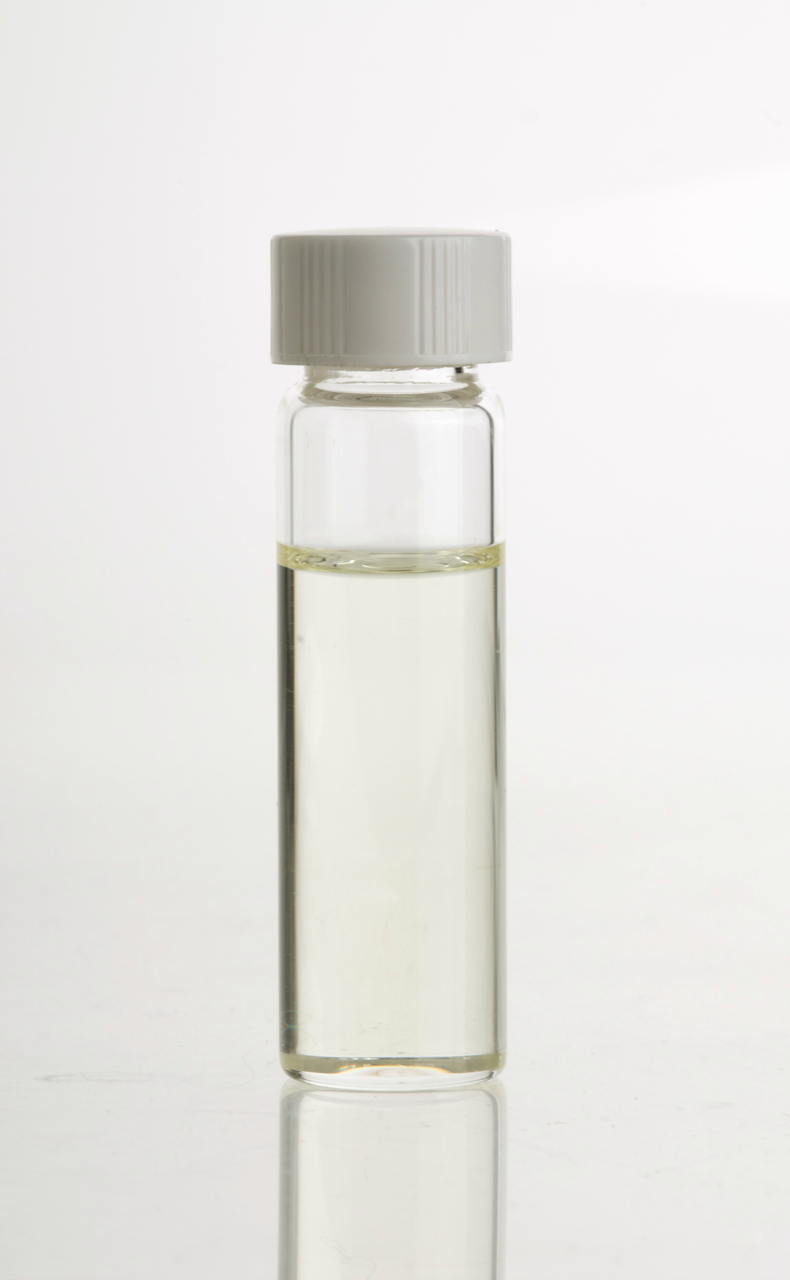
Kardamomový esenciální olej v průhledné skleněné lahvičce

Obsah esenciálního oleje v semenech výrazně závisí na podmínkách skladování, ale může být až do výše 8 %. V oleji se nachází α-terpineol 45 %, myrcen 27 %, limonen 8 %, menthon 6 %, β-felandren 3 %, 1,8-cineol 2 %, sabinen 2 % a heptan 2 %. Jiné zdroje uvádí hlavní složky 1,8-cineol (20 až 50 %) a α-terpinylacetát (30 %), dále sabinen, limonen (2 až 14 %), a borneol.
V semenech kulatého kardamomu z Jávy (A. kepulaga) je obsah esenciálního oleje nižší (2 - 4 %) a olej obsahuje převážně 1,8-cineol (až 70 %) a β-pinen (16 %); dále α-pinen, α-terpineol a humulen.

## Světová produkce
Na počátku 21. století se Guatemala stala největším producentem kardamomu na světě, s průměrným ročním výnosem mezi 25 000 a 29 000 tunami. Rostlina zde byla představena roku 1914 Oscarem Majusem Kloefferem, německým pěstitelem kávy. Indie, bývalý největší producent, je od roku 2000 druhý na světě vyrábějící kolem 15 000 tun ročně.
Stoupající poptávka od osmdesátých let 20. století, zejména z Číny, jak po A. villosum tak A. tsao-ko byla uspokojována farmáři žijícími ve vyšších nadmořských výškách v určitých oblastech Číny, Laosu a Vietnamu, lidmi obvykle izolovanými od mnoha jiných trhů. Z pěstění kardamomu získávali důležité přijmy. Nepál byl dříve největším světovým producentem kardamomu velkého.[zdroj?]

## Fotogalerie

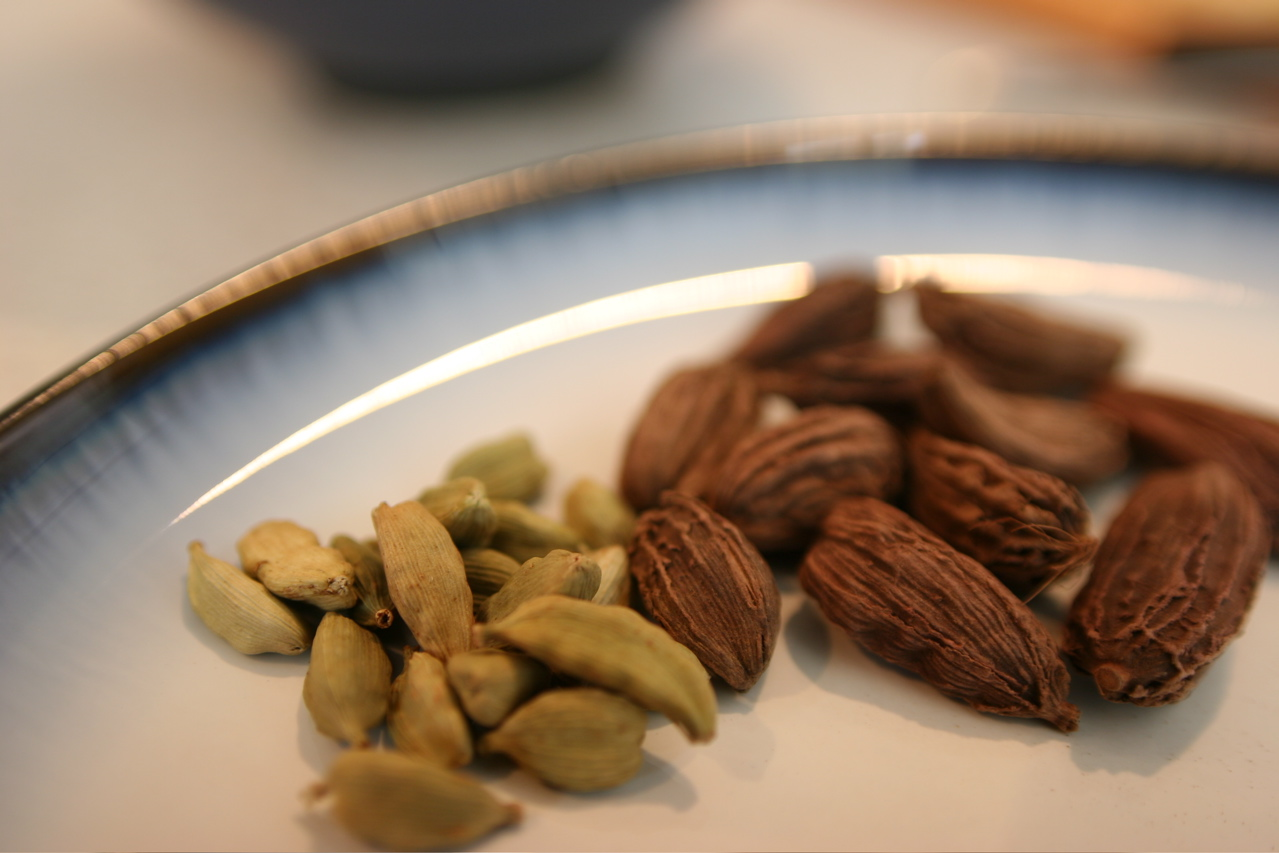
Černý a zelený kardamom
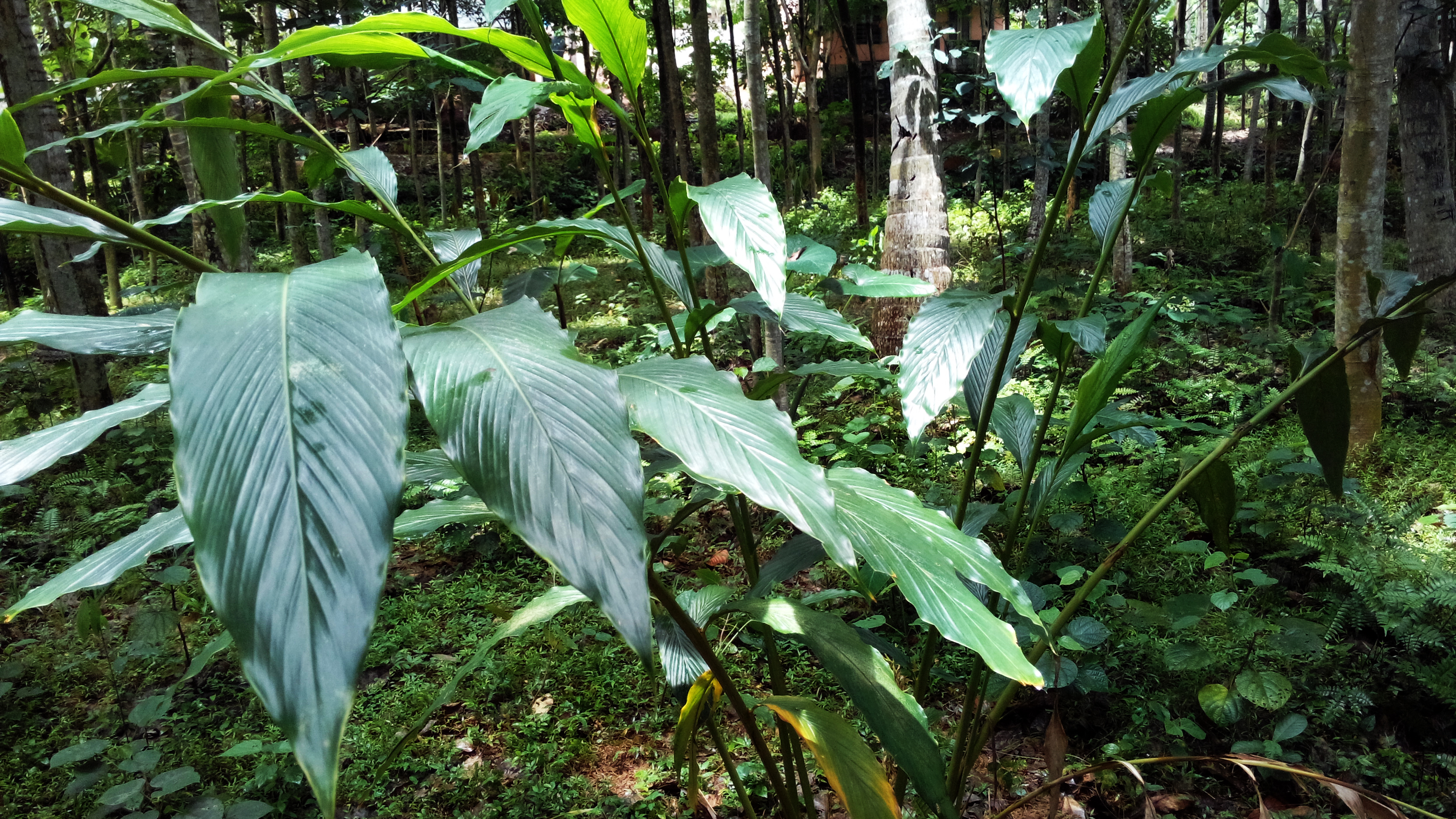
Rostlina kardamom (jeden rok stará)
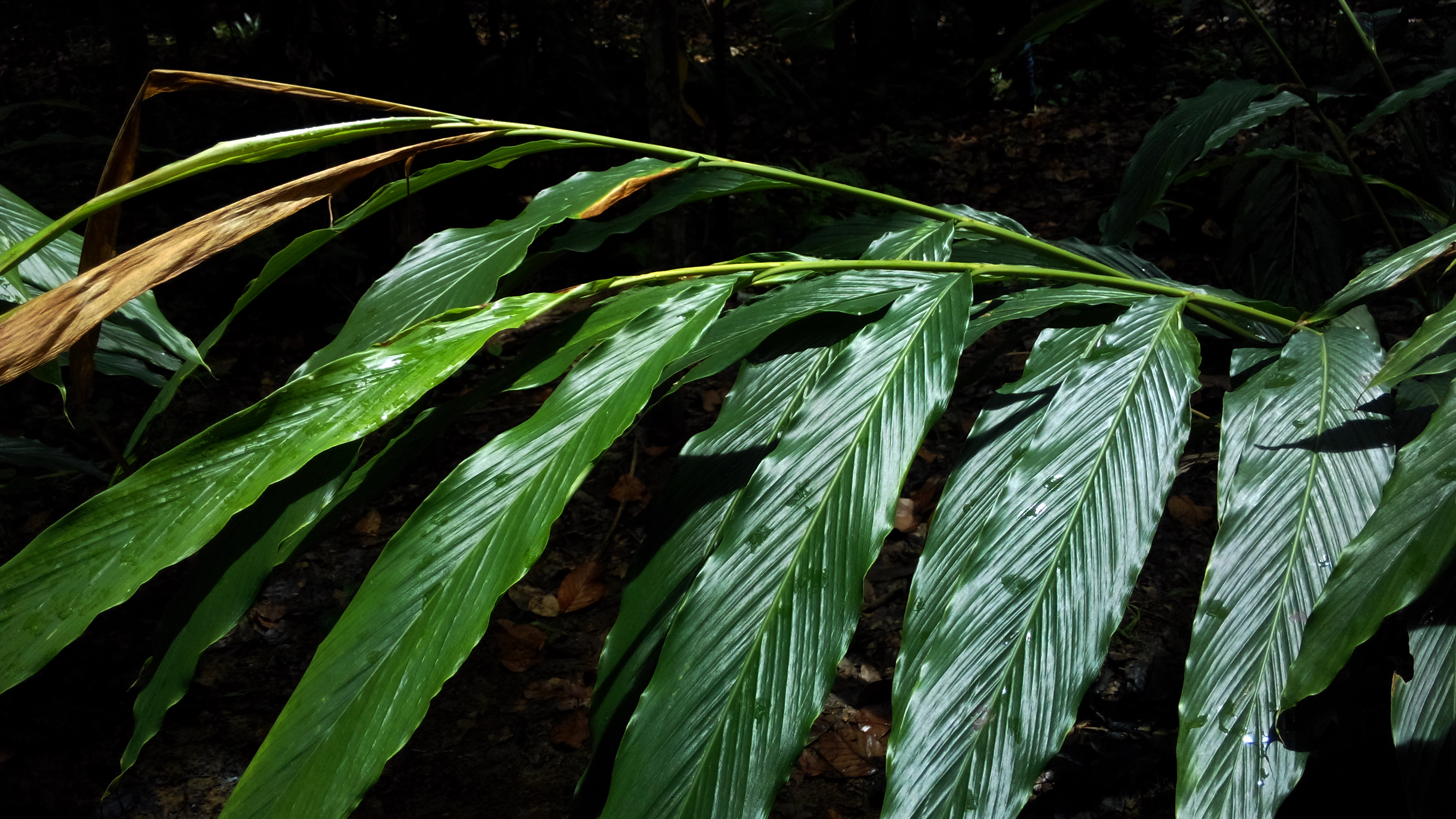
Listy kardamomu
Kardamomové květy a poupata
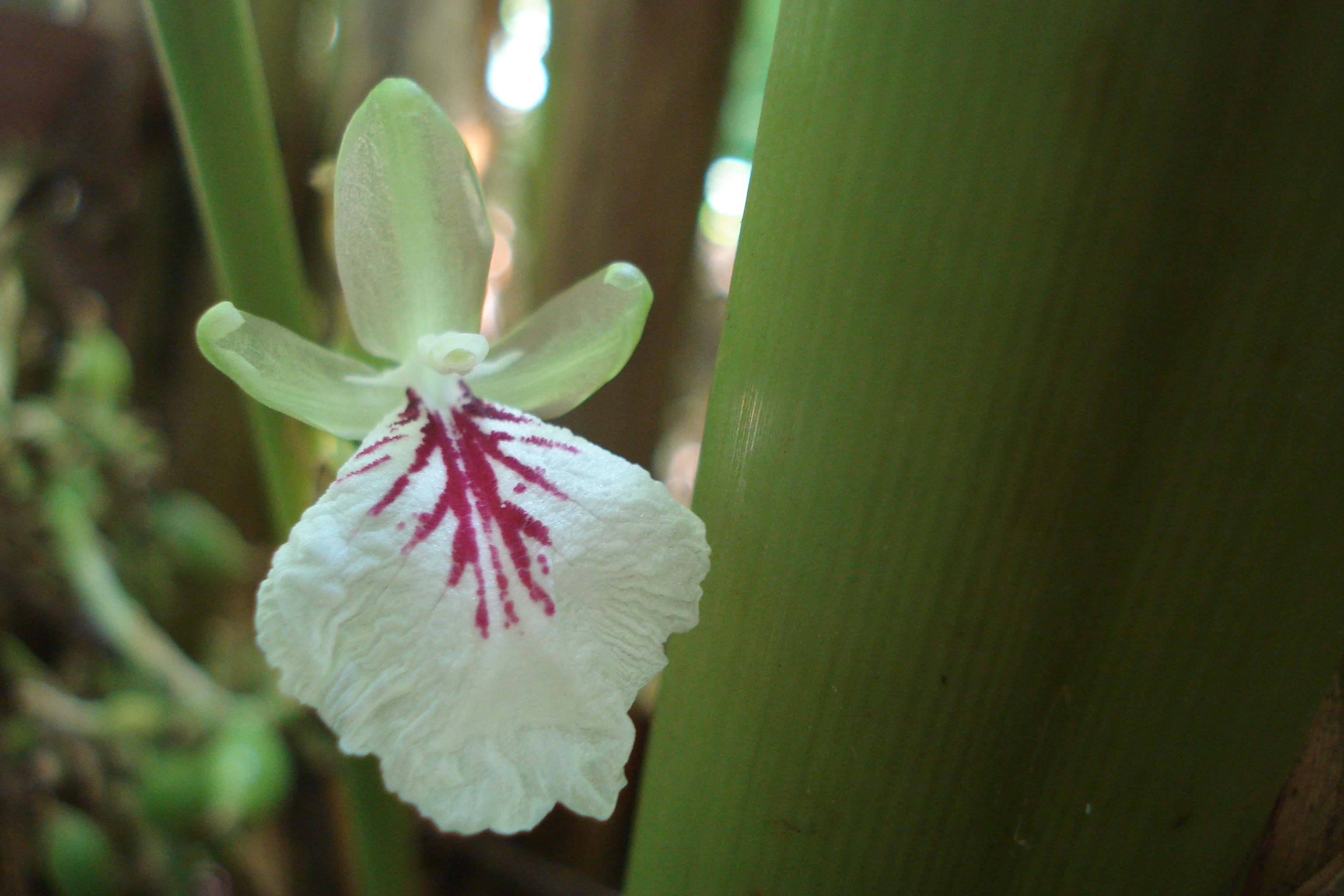
Květ kardamomu
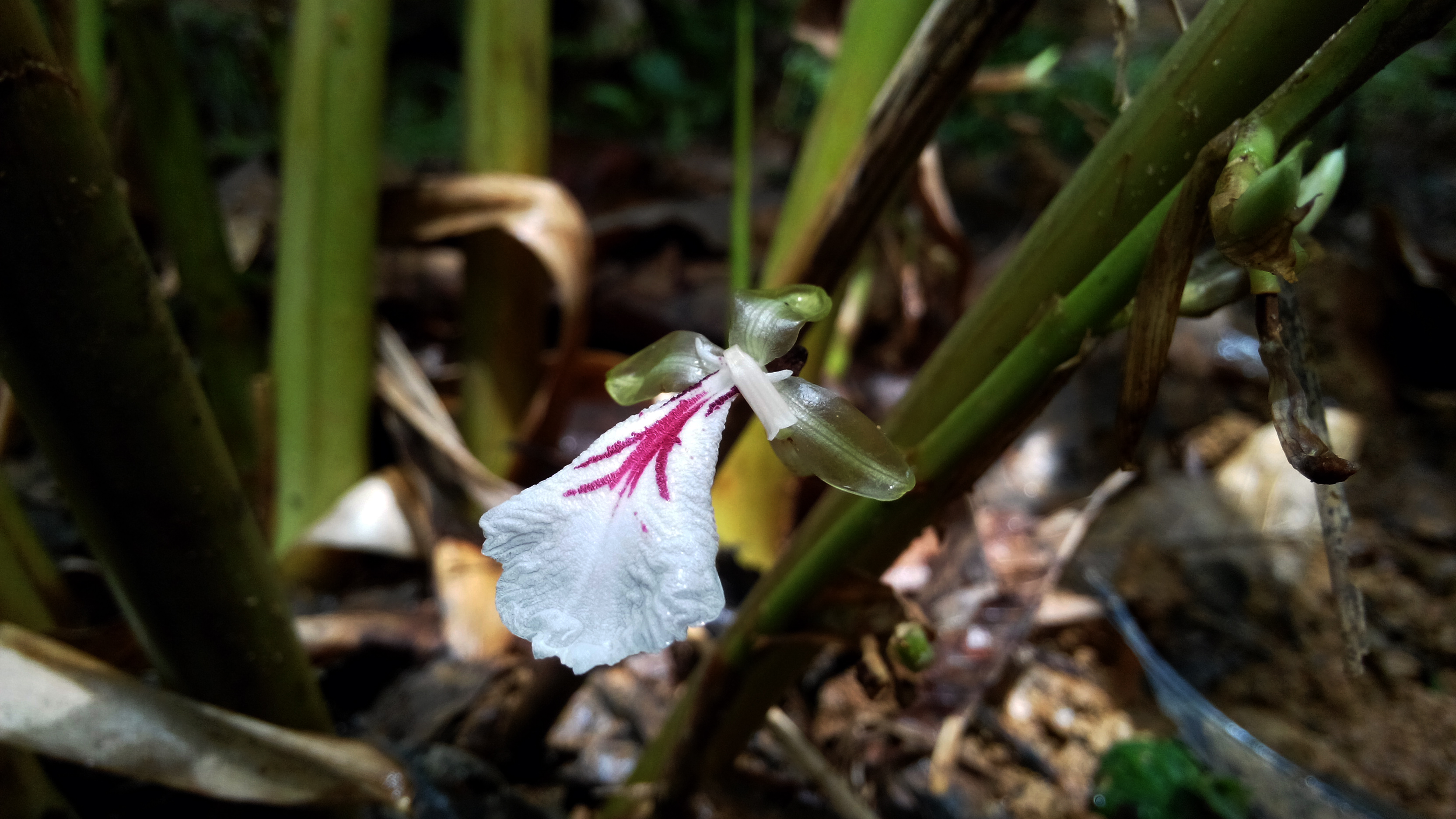
Detail květu kardamomu
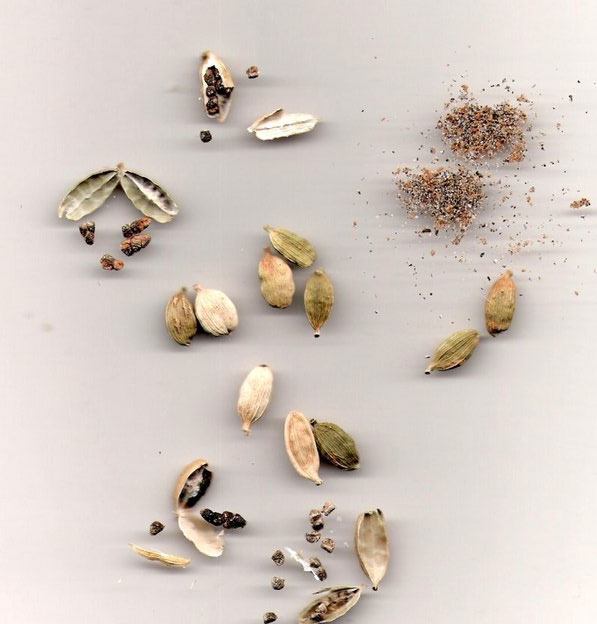
Plod a semeno kardamomu
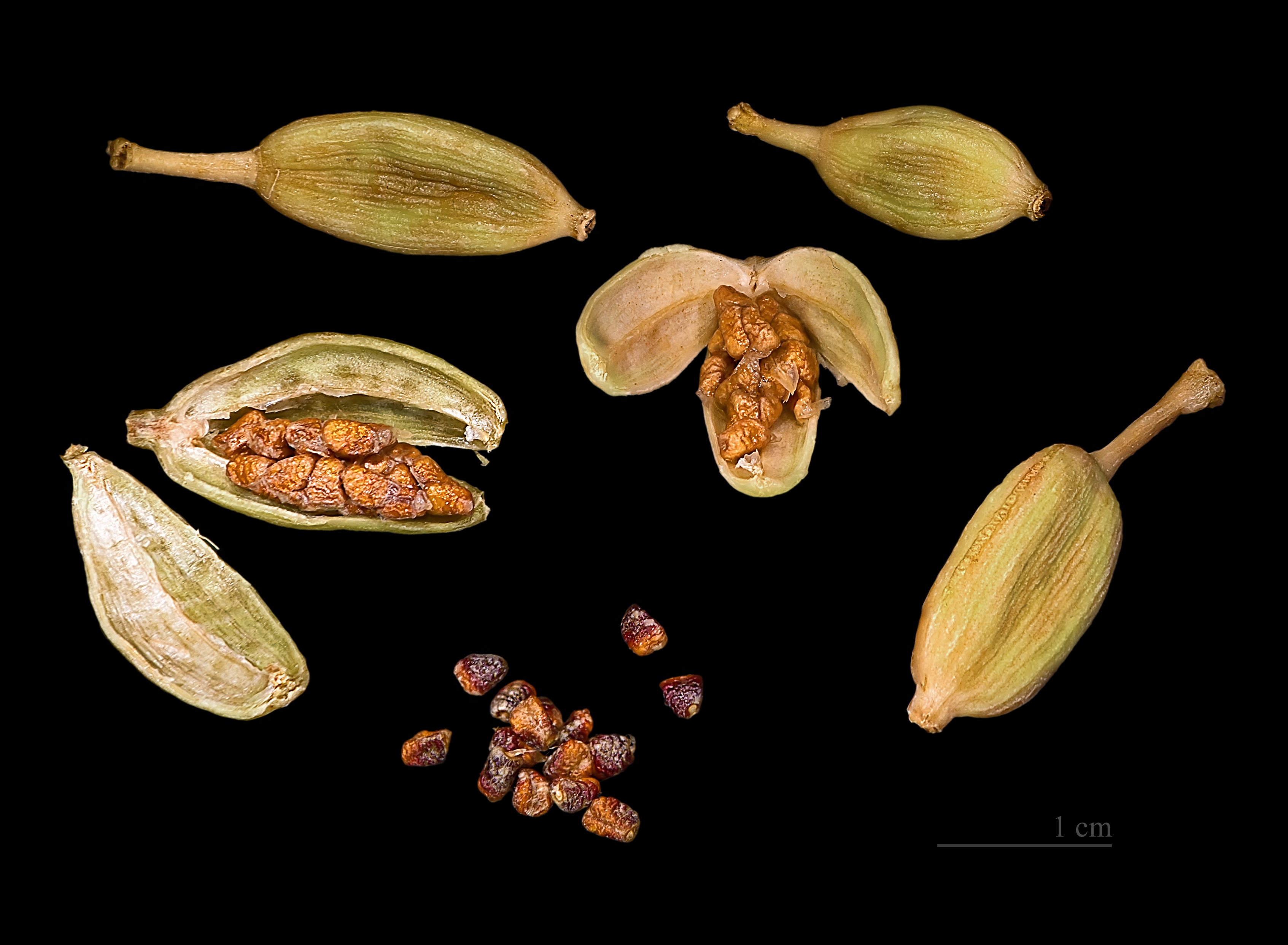
Lusky a semena zeleného kardamomu
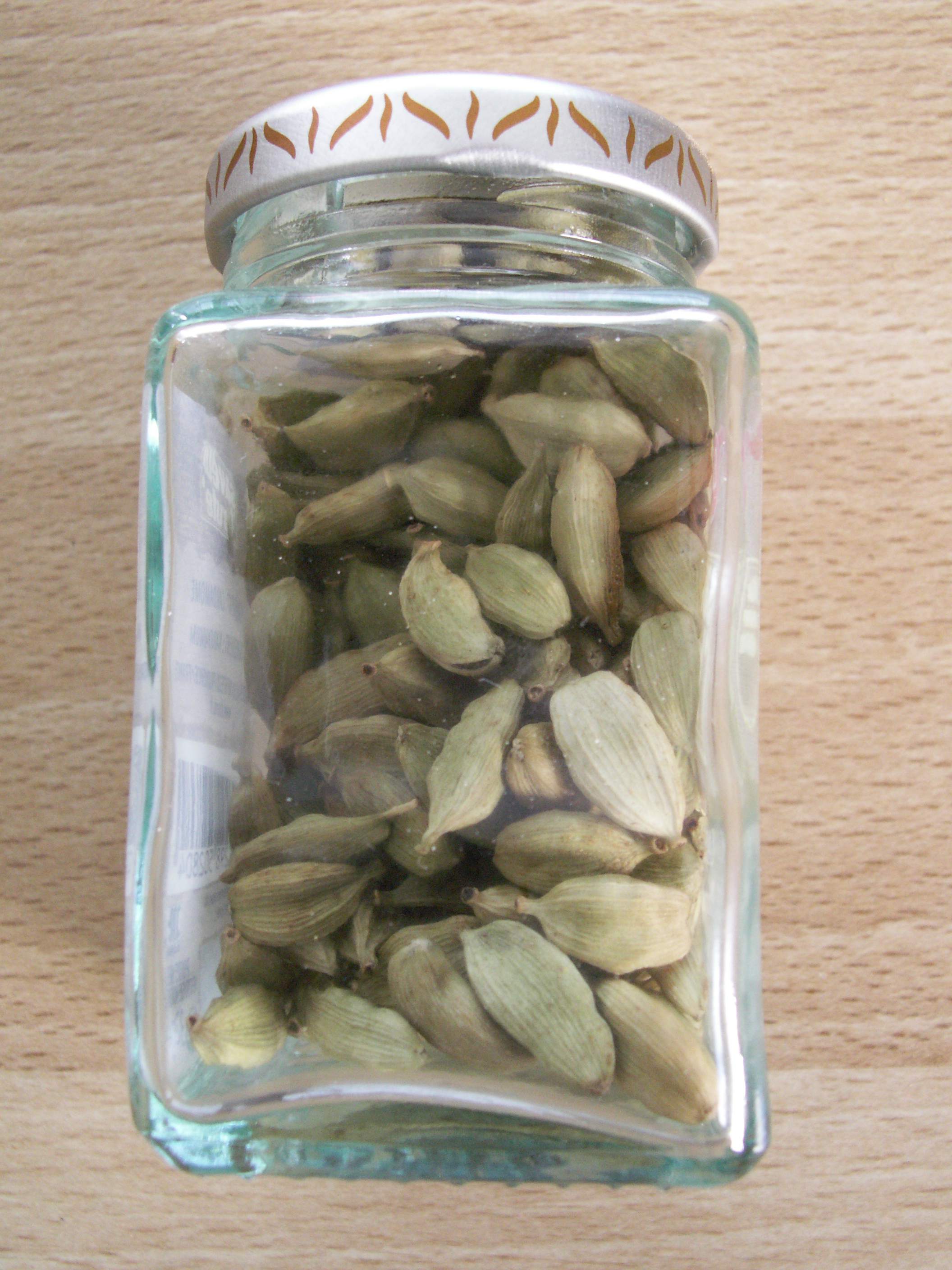
Zelený kardamom, lusky a semena
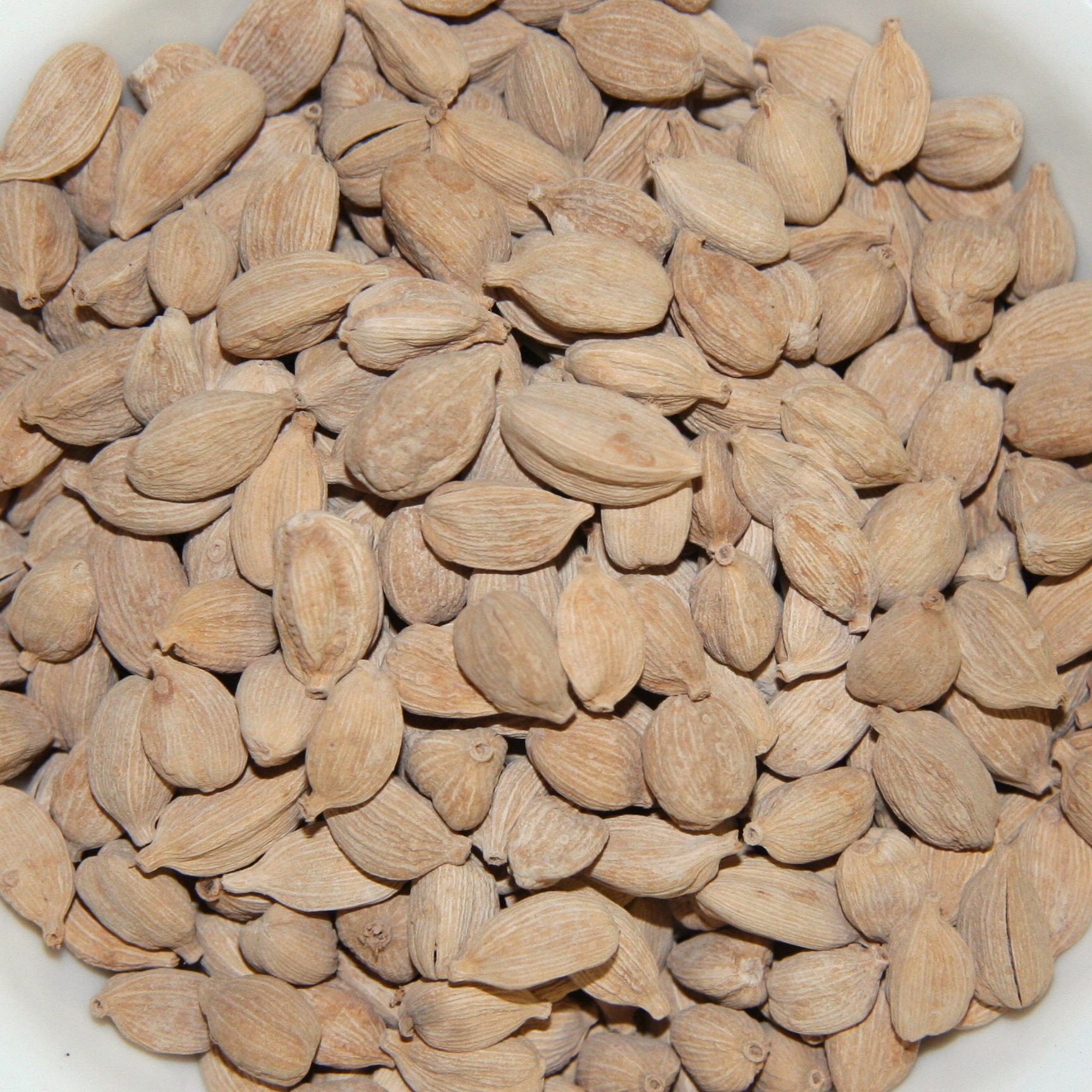
Lusky bílého kardamomu
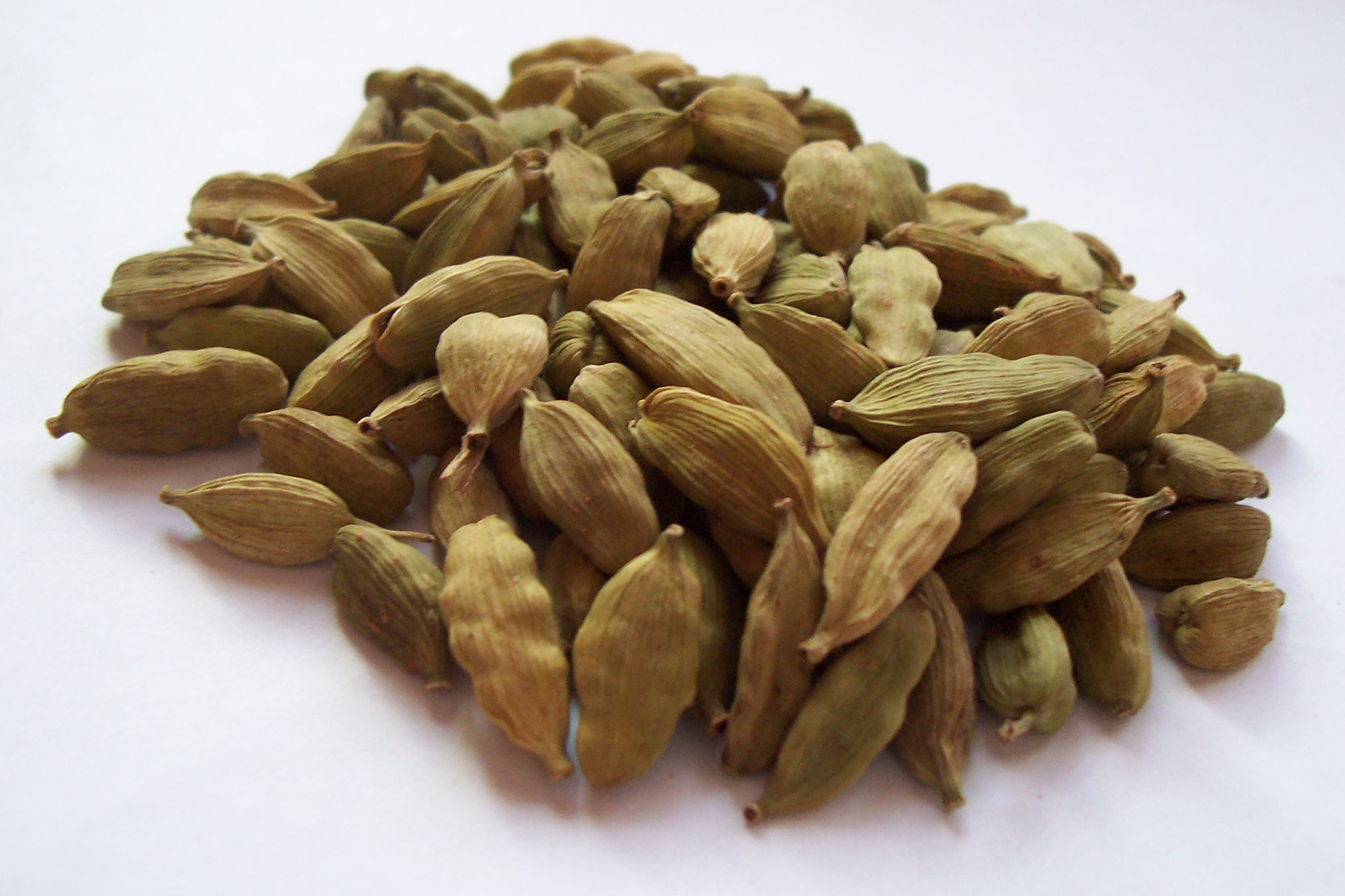
Lusky kardamomu se používají jako koření v Indii
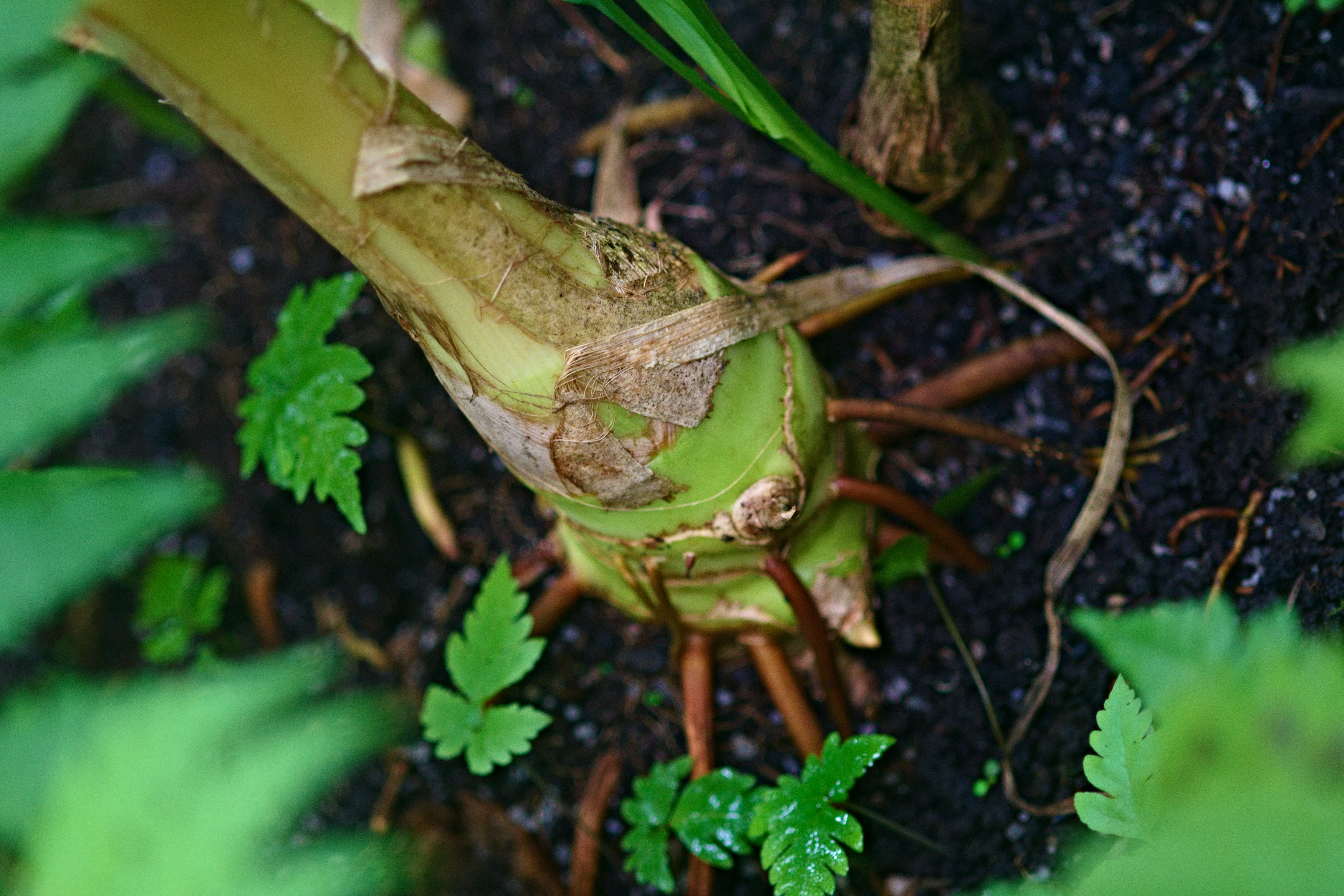
Kardamovník obecný